# Petalostylis cassioides
Petalostylis cassioides är en ärtväxtart som beskrevs av Ernst Georg Pritzel. Petalostylis cassioides ingår i släktet Petalostylis och familjen ärtväxter. Inga underarter finns listade i Catalogue of Life.

## Bildgalleri

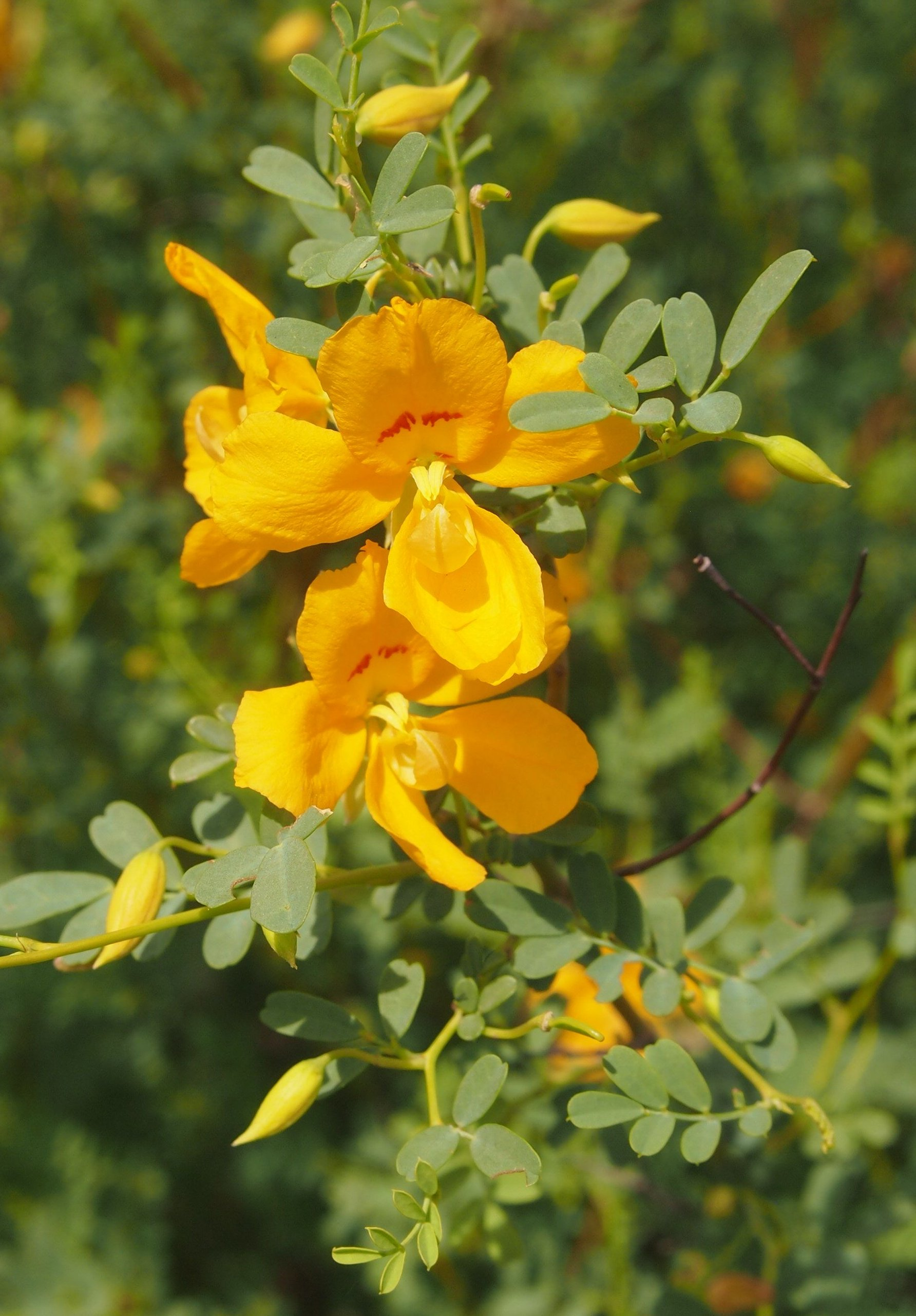
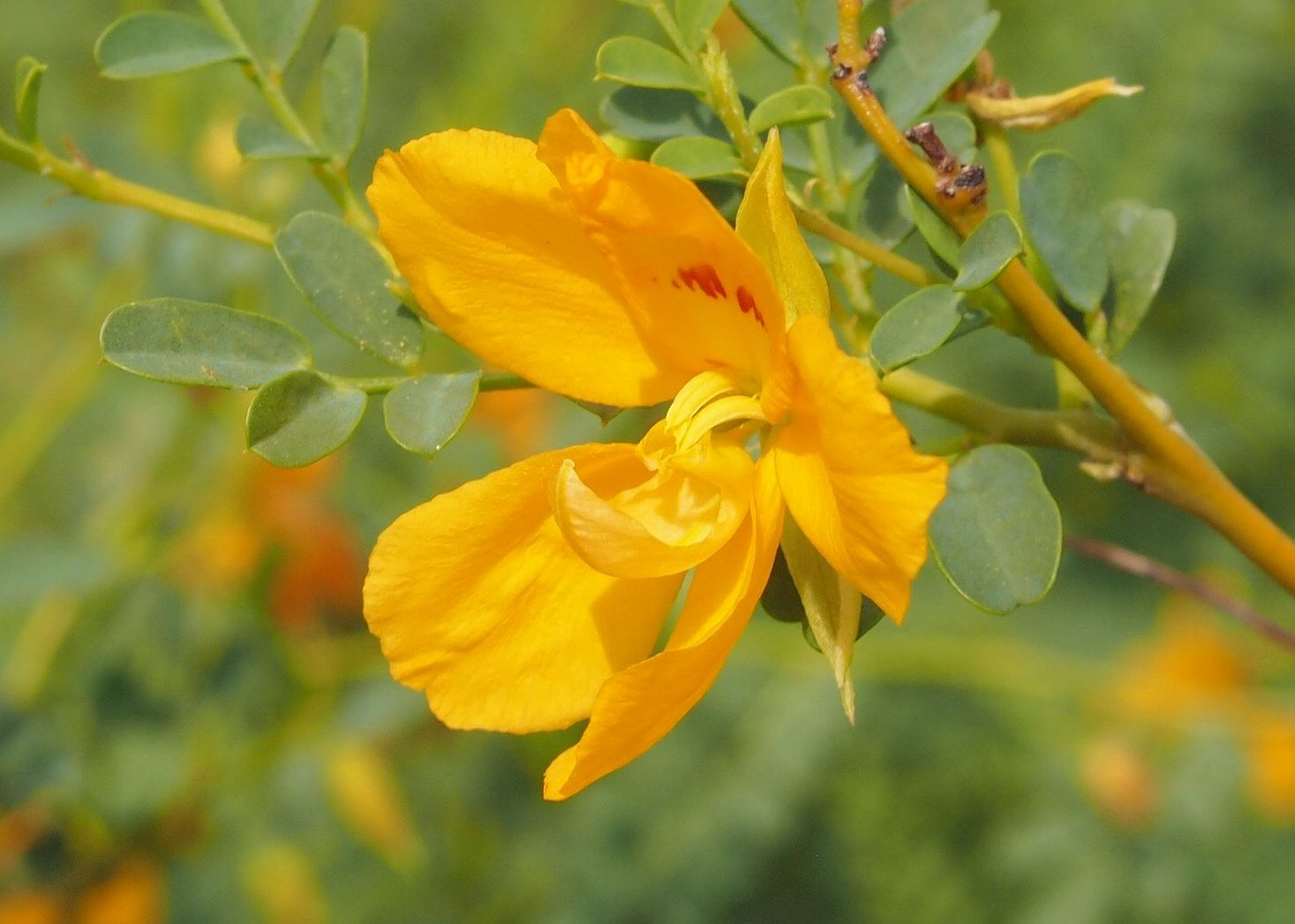
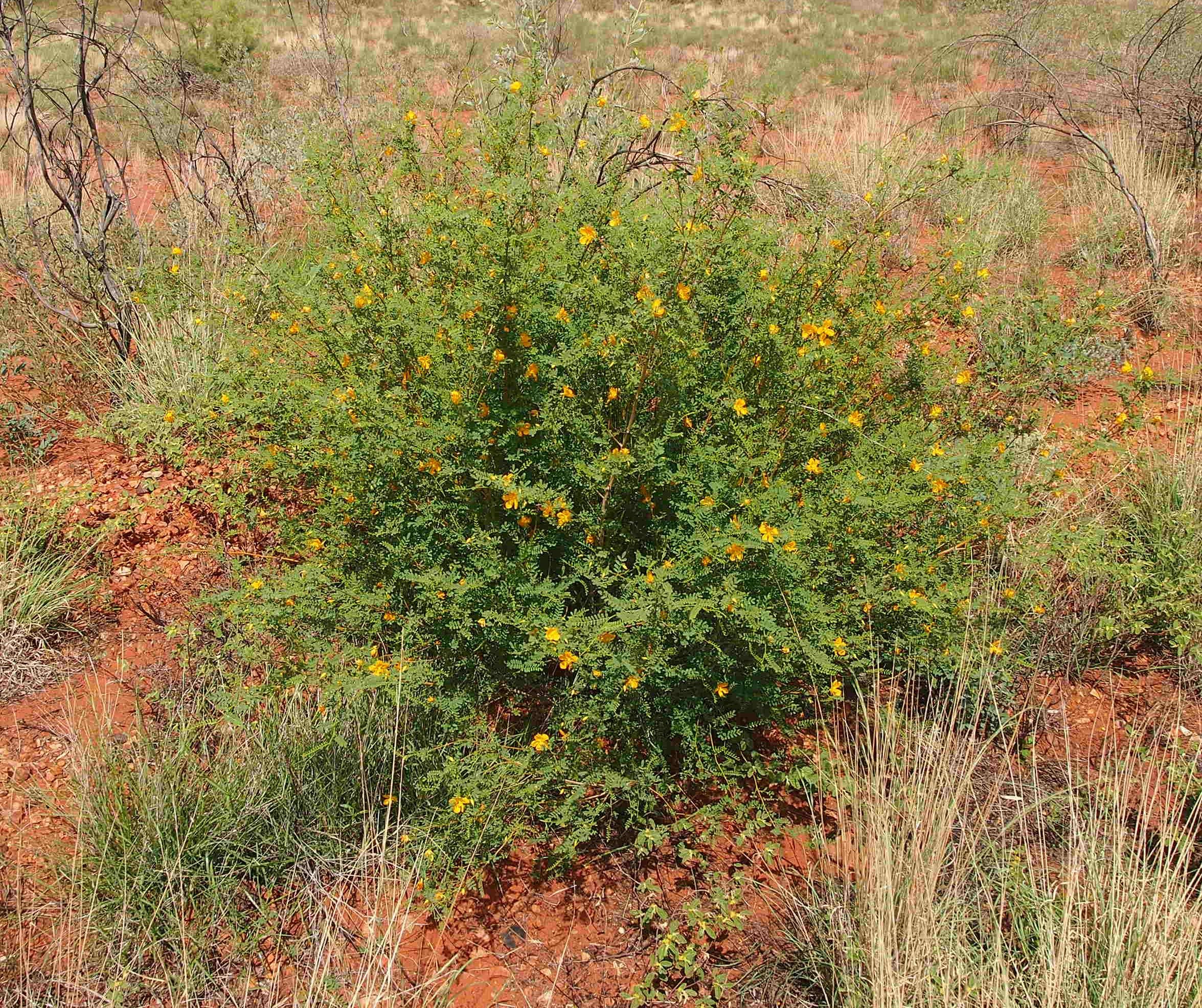